# الألعاب الأولمبية الشتوية 1932
أقيمت الألعاب الأولمبية الشتوية لسنة 1932 في مدينة لايك بلاسيد الأمريكية.